# Kataoka Chiezō

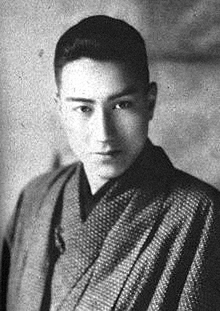
Kataoka Chiezō, jung

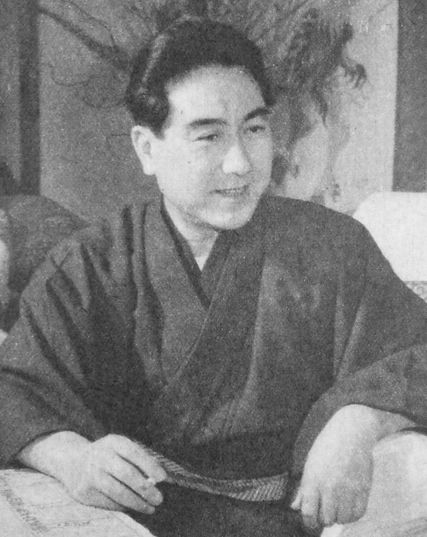
Kataoka Chiezō

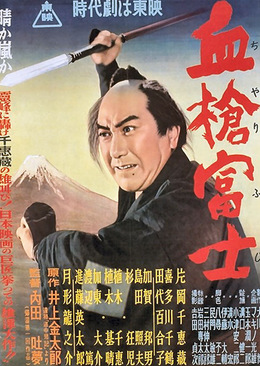
Plakat für „Chiyari Fuji“

Kataoka Chiezō (japanisch 片岡 千恵蔵, eigentlich Ueki Masayoshi; geboren 30. März 1903 in der Präfektur Gumma; gestorben 31. März 1983 in Tokio) war ein japanischer Theater- und Filmschauspieler.

## Leben und Wirken
Kataoka Chiezō begann im Alter von neun Jahren im Kataoka-Kindertheater (片岡少年劇, Kataoka shōnen-geki) aufzutreten, das von Kataoka Nizaemon XI. (11世片岡仁左衛門) geleitet wurde. Er nannte sich später als Kabuki-Schauspieler Kataoka Chiezō (片岡 千栄蔵). Ab 1927 arbeitete er für die „Makino Production“ (マキノプロ), wählte zwei andere Schriftzeichen für „Chiezo“ und debütierte mit „Manka jigoku“ – „Die Hölle im Blütenmeer“. Seitdem machte er als „Binan“ (美男), als „Schöner Mann“ in Filmen mit Themen aus der Edo-Zeit Karriere.
1928 eröffnete Kataoka seine eigene Produktionsfirma, die hervorragende Filme produzierte wie „Tenka Taiheiki“ (天下太平記) – „Weitbekanntes Taiheiki“ 1928 (Regie Inagaki Hiroshi), „Mabuta no haha“ (瞼の母) – „Mutter der Augenlider“ 1931, „Ippon gatana dohyōri“ (一本刀土俵入) – „Mit einem Schwert in den Ring“ 1931,  „Kokushi musō“ (國士無双) – „Patriot wie kein zweiter“ 1932 unter der Regie von Itami Mansaku, „Akanishi Kagita“ (赤西蠣太), 1936. Die Firma löste sich 1937 auf, aber Kataoka blieb weiterhin der Star mit Spitzenbesucherzahlen wie in dem Dreiteiler „Miyamoto Musashi“ 1940 und „Dokuganryū Masamune“ (獨眼龍政宗) – „Der einäugige Drache Masamune“ 1942 unter Inagaki.
Zu den Filmen nach dem Zweiten Weltkrieg gehören „Chiyari Fuji“ (血槍富士) – „Blutiger Speer am Fuji“ 1955 unter der Regie von Uchida Tomu, die Ninkyō-Serie „Ninkyō Shimizu minato“ (任侠清水港) – „Ritterlich im Shimizu-Hafen“ 1957, „Ninkyō Tōkaidō“ (任侠東海道) – „Ritterlich auf der Tōkaidō“ 1958, und „Ninkyō Nakasendō“ (侠中仙道) – „Ritterlich auf der Nakasendō“ 1960, drei Filme unter der Regie von Matsuda Sadatsugu (松田 定次; 1906–2003) und „Hana no Yoshiwara hyakunin kiri“ (花の吉原百人斬り) 1960, eine Gespenstergeschichte unter der Regie von Uchida, die im alten Tokioter Vergnügungsviertel Yoshiwara spielt.